# Berlandina jabborovi
Espèce
Berlandina jabborovi est une espèce d'araignées aranéomorphes de la famille des Gnaphosidae.

## Distribution
Cette espèce est endémique de la province de Sourkhan-Daria en Ouzbékistan,. Elle se rencontre vers Termez.

## Description
Le mâle holotype mesure 7,00 mm.

## Systématique et taxinomie
Cette espèce a été décrite par Shodmonov et Fomichev en 2025.

## Étymologie
Cette espèce est nommée en l'honneur d'Abdurashid R. Jabborov.

## Publication originale
- Shodmonov & Fomichev, 2025 : « New and poorly known species of Berlandina Dalmas, 1922 (Araneae: Gnaphosidae) from Uzbekistan. » Acta Biologica Sibirica, vol. 11, p. 509-525.